# Chris Angel
Chris Angel (Newton, 6 maggio 1972) è un regista, montatore, attore, sceneggiatore e produttore cinematografico statunitense.

## Filmografia

### Regista
- Mr. October (1996) Cortometraggio
- L'urlo del male (The Fear: Resurrection) (1999)
- A Twist of Faith (1999)
- Wishmaster 3 - La pietra del diavolo (Wishmaster 3: Beyond the Gates of Hell) (2001)
- Wishmaster 4 - La profezia maledetta (Wishmaster 4: The Prophecy Fulfilled) (2002)
- Halloween in New Orleans (2006)
- The First Season - Witnessed in Blood - A True Murder Investigation (2007)
- This Is Not a Test (2008)

### Montatore
- L'urlo del male (The Fear: Resurrection) (1999)
- Expedition: Bismarck (2002) Documentario TV
- Is There a Stargate? (2003)
- Ancient Warriors (2003)
- Billy the Kid: The True Story (2003)
- Creating a Classic: The Making of Nicholas Nickleby (2003)
- Nicholas Nickleby: The Cast on the Cast (2003)
- On the Set with Secondhand Lions (2004)
- The Art of the Fart (2005)
- John Cho & Kal Penn: The Backseat Interview (2005)
- The Fashion Element (2005)
- The Digital Element (2005)
- The Alien Element (2005)
- Natalie Portman: Starting Young (2005)
- Jean Reno: The Road to Léon (2005)
- 10 Year Retrospective: Cast and Crew Look Back (2005)
- Halloween in New Orleans (2006)
- The Funny Radio Network Starring ALF (2006)
- The Dread Pirate Roberts: Greatest Legend of the Seven Seas (2006)
- Home Made Simple, episodio "Cluttered Garage Gets a Crafty Revamp" (2013)
- Southern at Heart, vari episodi (2014-2015)

### Attore
- Il 13º guerriero (The 13th Warrior) (1999)
- Wishmaster 4 - La profezia maledetta (Wishmaster 4: The Prophecy Fulfilled) (2002)

### Sceneggiatore
- This Is Not a Test (2008)

### Produttore
- Miraculous Make Up: Creating Miracle Max (2006)
- This Is Not a Test (2008)